# أحمد بن فرحات باي

أحمد بن فرحات باي هو باي قسنطينة وحاكم بايلك الشرق ضمن أيالة الجزائر في العهد العثماني. امتد حكمه بين سنتي 1700 و1703 ليخلفه فيما بعد إبراهيم العلج باي.